# (84522) 2002 TC302
(84522) 2002 TC302 es la designación provisional de un gran objeto del disco disperso, que orbita el Sol a una distancia de entre 39,015 y 71,059 UA. Fue descubierto el 9 de octubre de 2002 en el Observatorio Palomar.
Aunque no es considerado un planeta, es uno de los candidatos a engrosar la lista oficial de planetas enanos.